# Napoleon de Pauwvertakking
De Napoleon de Pauwvertakking is een kort kanaal in de stad Gent, die de Visserij en de Leie via een zwaaikom met het Achterdok verbindt. Het kanaal werd in 1827-1829 aangelegd, deels op de toenmalige noordelijke omwalling van het voormalige Spanjaardenkasteel, dat zich op de site van de Sint-Baafsabdij bevond. In 1884 werd de Kasteelsluis aangelegd in het korte kanaal. Deze sluis is thans niet meer in gebruik.
Twee oude ophaalbruggen over de Napoleon de Pauwvertakking zijn reeds lang verdwenen en vervangen door vaste liggerbruggen, de Napoleon de Pauwbrug en de Oktrooibrug. Het kanaal werd genoemd naar Napoleon-Lievin de Pauw, schepen van openbare werken van de stad Gent en uitvinder van het ophaalsysteem voor de Napoleon de Pauwbrug. Andere benamingen voor het kanaal zijn het De Pauwkanaal en het De Pauwvaardeken.

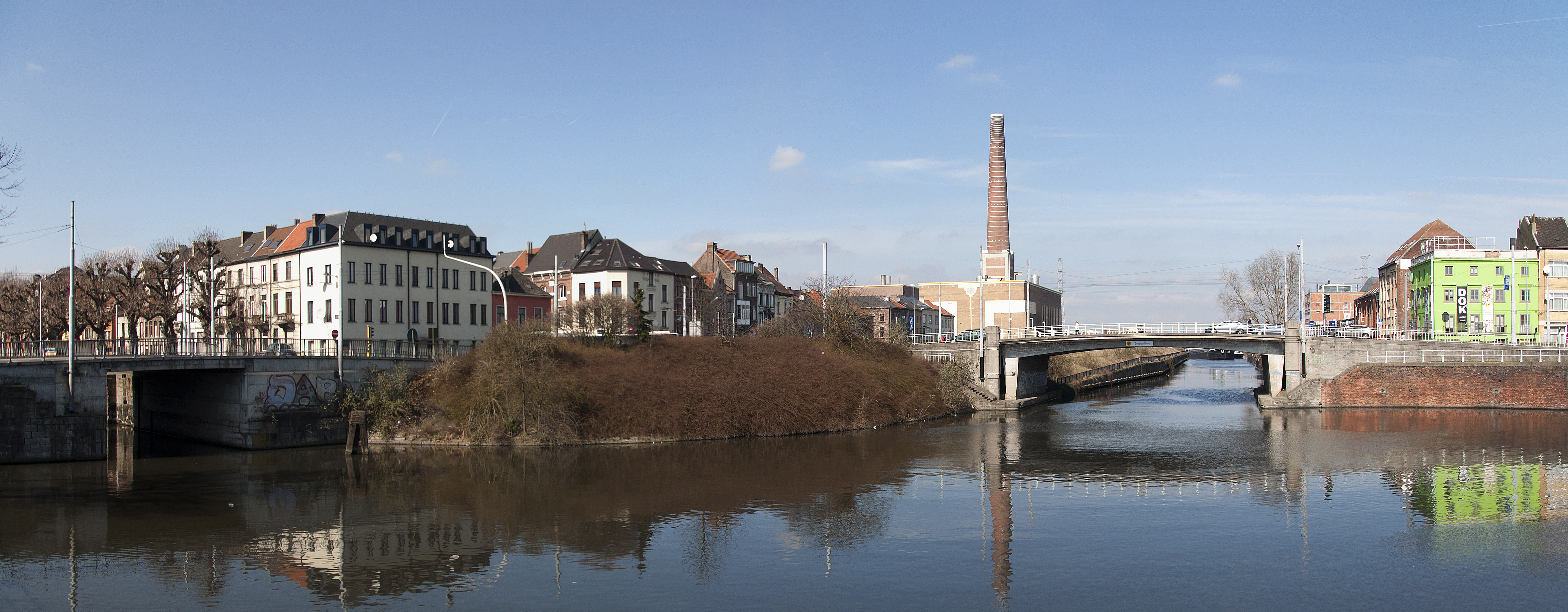
Zwaaikom met links de Oktrooibrug en de Dampoortbrug